# BMG Rights Management
Pour les articles homonymes, voir BMG.
BMG Rights Management est un éditeur de musique dont le siège est à Berlin en Allemagne. Le catalogue de BMG inclut par exemple les droits d’auteurs pour des œuvres de Céline Dion, Sylvie Vartan, Jennifer Lopez, Ronan Keating, The Cranberries et Britney Spears.

## Historique
L’entreprise fut fondée en 2008 à la suite de la sortie du groupe du marché musical,. Après la vente de Sony BMG, Bertelsmann conserva ses droits concernant 200 artistes, principalement européens. En 2009, Kohlberg Kravis Roberts & Co. acheta des parts de BMG et détint ainsi une participation majoritaire de 51 % tandis que les parts de Bertelsmann s’élevaient à 49 %,. Depuis 2013, BMG appartient de nouveau entièrement à Bertelsmann. BMG se transforma en domaine d’activité de Bertelsmann en 2016. Les ventes s'élèvent à 416 millions d'euros.

### Identité visuelle (logo)

Logo de BMG Rights Management de 2008 à 2025.
Logo de BMG Rights Management depuis 2025.